# Reichenthal
Reichenthal é um município da Áustria localizado no distrito de Urfahr-Umgebung, no estado de Alta Áustria.